# Pic de Comapedrosa
De Pic de Comapedrosa (tot 2010 officieel Pic de Coma Pedrosa) is met 2946 m de hoogste berg van het vorstendom Andorra. De berg ligt in het noordwesten bij Arinsal in de parochie La Massana.

## Geografie

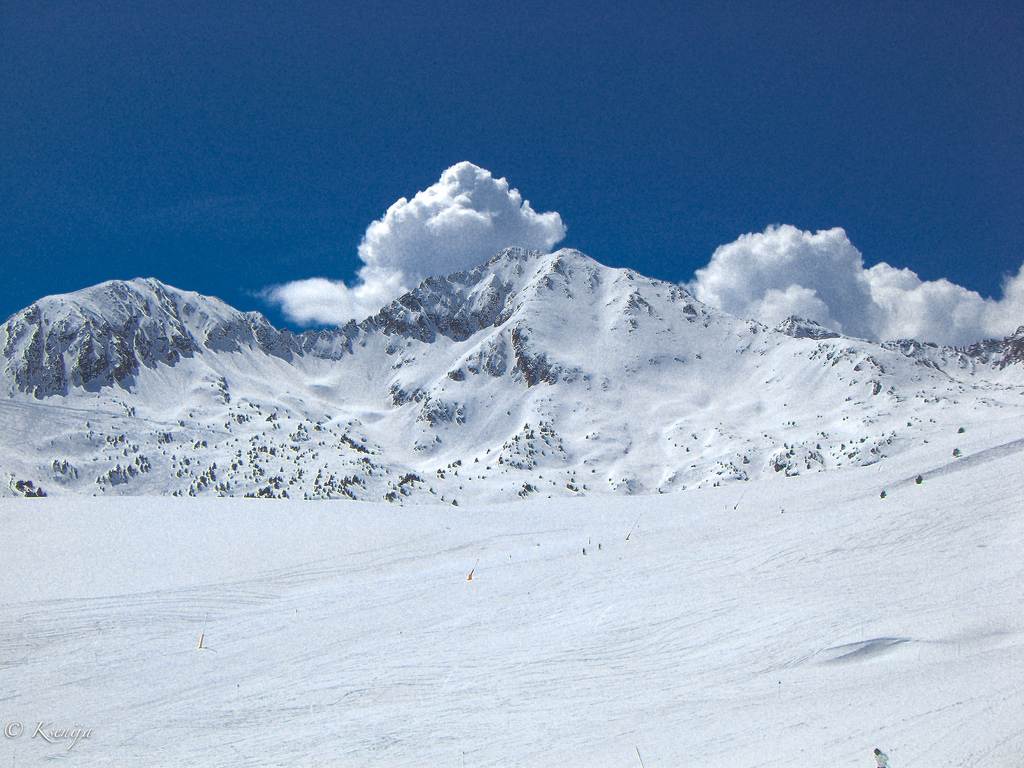
Berglandschap Andorra, winter

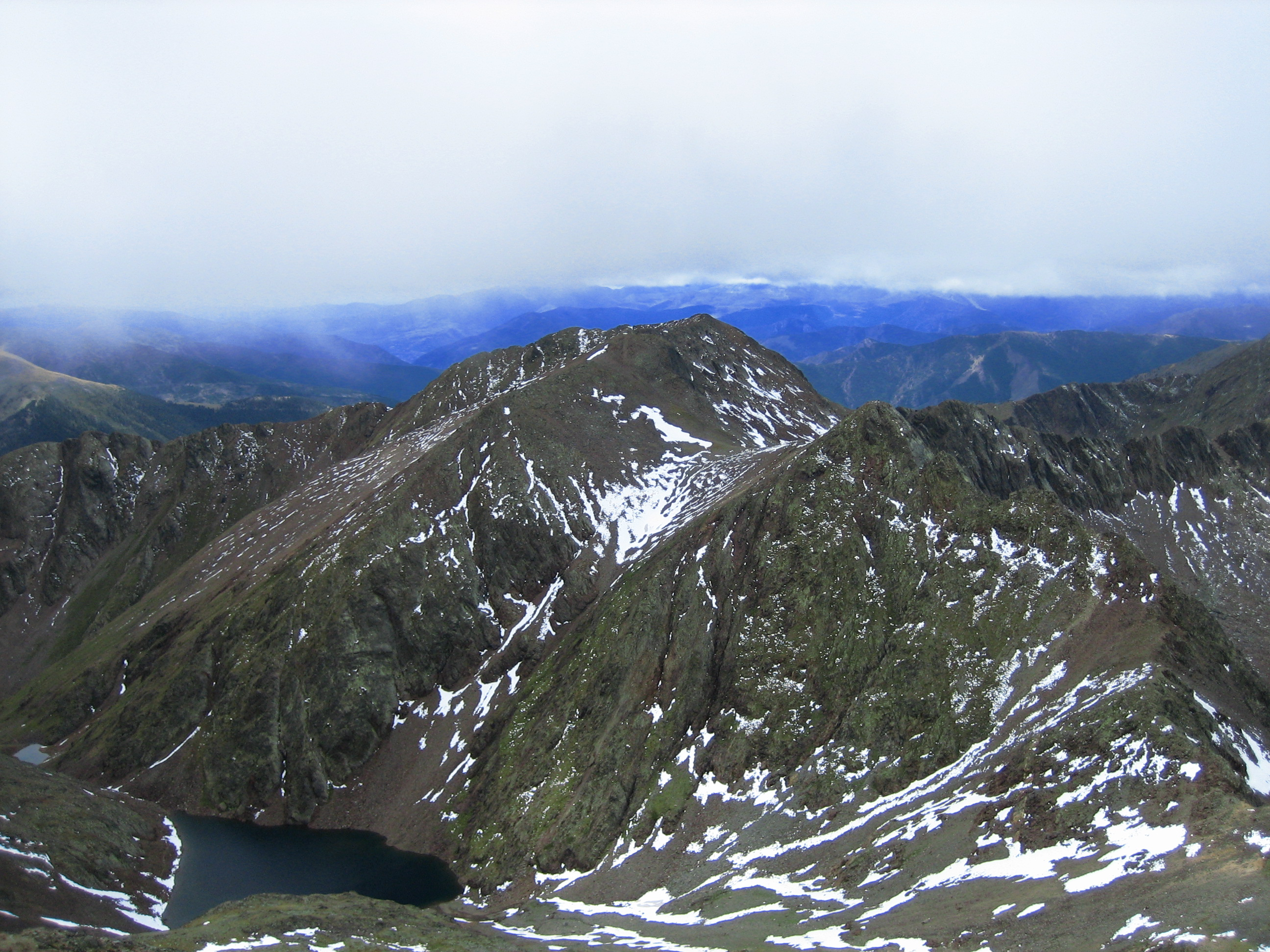
Panorama vanaf de top van de Comapedrosa met het Estany Negre

Coma Pedrosa ligt aan de noordwestgrens bij het drielandenpunt met Frankrijk en Spanje. De piramidevormige berg ligt in het nationale park Parc Natural Comunal de les Valls del Comapedrosa. In het verleden was het een barrière tussen Frankrijk en Andorra. Het bergachtige Andorra heeft 65 pieken die boven 2000 meter uitkomen, waarvan Coma Pedrosa de hoogste is. Naast bergbeklimmers komen er ook veel toeristen. De berg is populair bij klimmers, de klim is technisch niet moeilijk maar wel inspannend. Van Arinsal naar Camp de Refuge (650 m omhoog) is van matige moeilijkheidsgraad terwijl de laatste 862 m moeilijk zijn. Op de berg liggen diverse meren, zoals Estanys de Baiau, aan de westkant op Spaans gebied.
De hogere delen zijn bedekt met bossen, de lagere hebben ook landbouwgrond. In de winter raakt de hele berg bedekt met sneeuw en is geschikt voor wintersporten. In de zomer zijn er wandelroutes beschikbaar door de Arinsal vallei, tot in Vall Ferrera in Spanje.
Arinsal ligt in de smalle vallei aan de voet van de berg. Het meer Estany Negre, de Torta Coma, Coma's Gaspedrosa, de Puestode las Erolas, Cape dels Croes, en Puig dels Emborts zijn landschapselementen in de Sierra del Aguiro die La Massana omgeven.

### Vegetatie
De bossen op de berg en in omringende valleien bestaan uit berken, sparren en dennen. Deze worden afgewisseld met bergweiden. Als gevolg van de populariteit van de skigebieden is de vroegere sfeer van de valleien gewijzigd door de vele hotels, resorts en andere bedrijven met betrekking tot toerisme. Dit heeft het bewustzijn opgeroepen om ook aan behoud van de omgeving te denken door het instellen van beschermde gebieden.

## Klimaat
De gemiddelde minimum- respectievelijk maximumtemperatuur op Coma Pedrosa varieert tussen −4,7 °C en +1,2° in januari en +5,2° en +18,1° in juli. De jaarlijkse neerslag bedraagt rond 1250 mm; de droogste maand is februari, de natste zijn mei en juni. De waarden zijn in een bergachtig gebied echter afhankelijk van de precieze locatie en hoogte, dal of helling en dergelijke.

## Toerisme

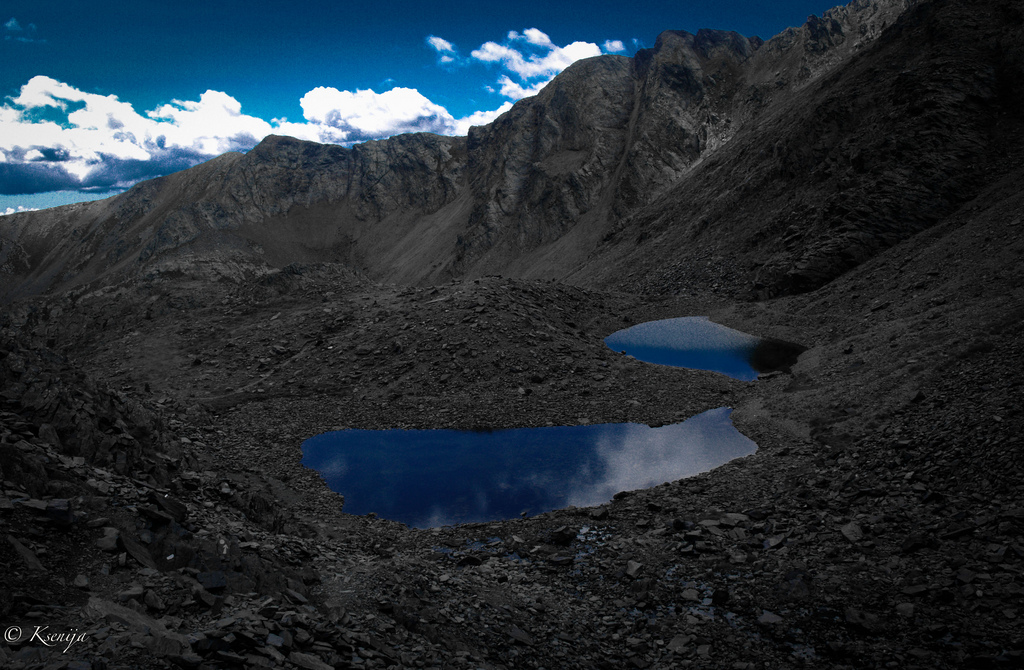
Naar het hoogste punt van Andorra

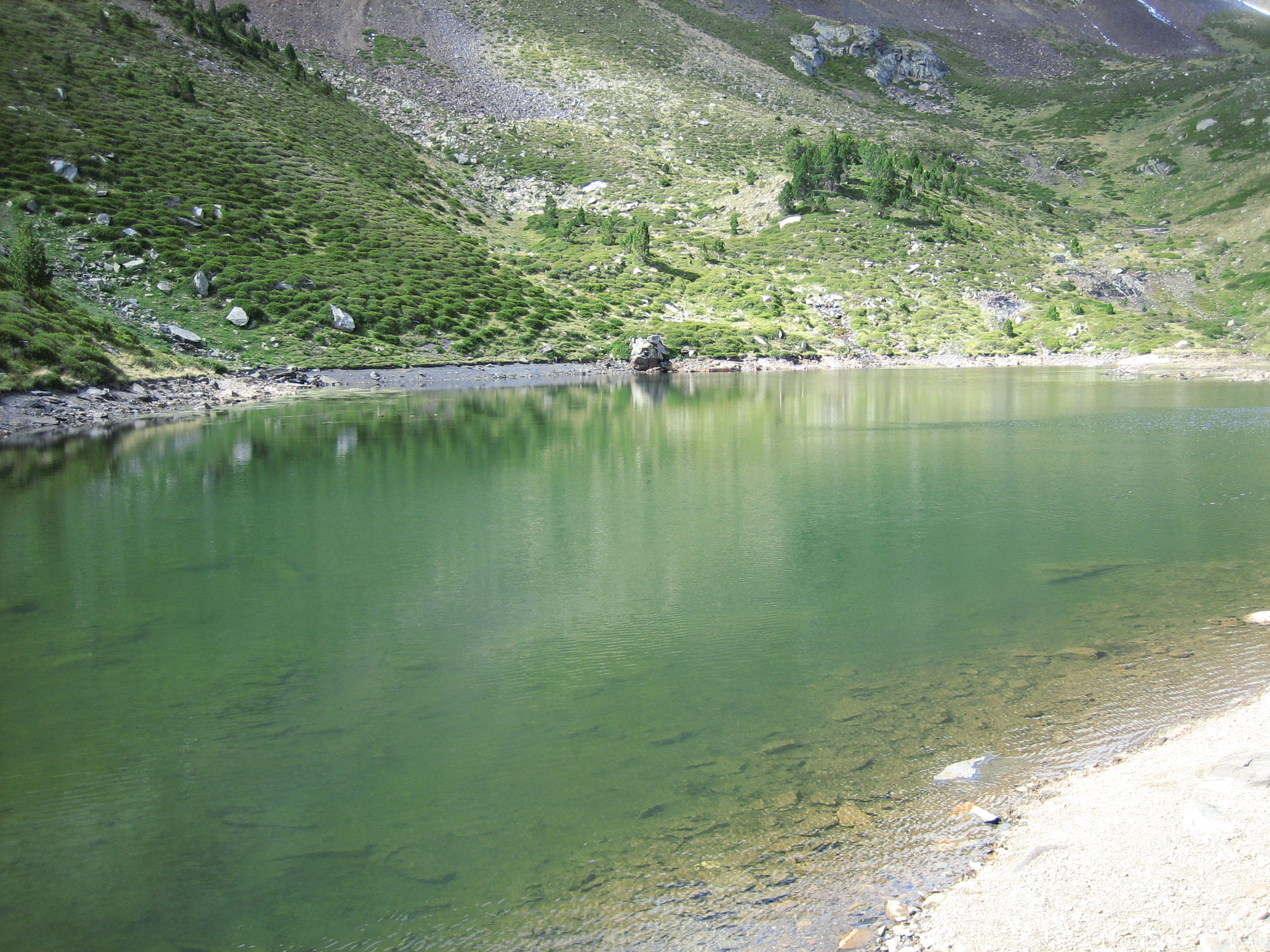
Het Estany de les Truites

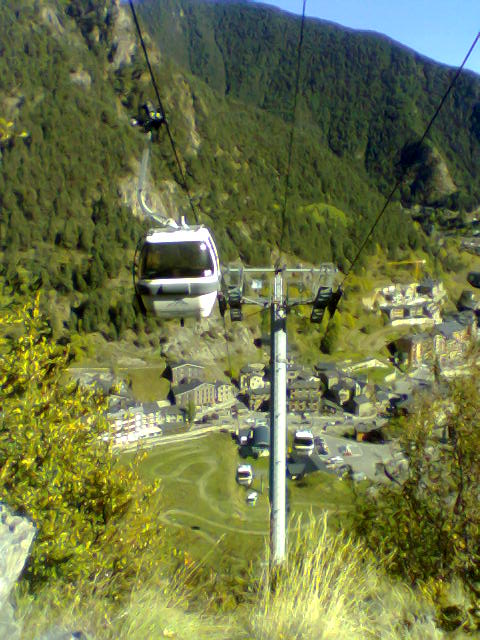
Kabelbaanstation bij Arinsal

Vanuit Arinsal is het mogelijk via een vrij eenvoudige route, vanaf de picknickplaats bij de Ribal Warefall op 1580 meter hoogte, in 4,5 uur de top van de Coma Pedrosa te bereiken. Onderweg is een rustplek bij het Estany de les Truites (forelmeer) op 2272 m hoogte. Vandaar is het een uur lopen naar het Estany Negre (zwarte meer). Het laatste deel, ook een uur naar de top, over rotsachtig terrein, is moeilijk. Terug kan via dezelfde route of over de Malhiverns pas.
In de Arinsalvallei kan in de winter worden geskied en gesnowboard. De eerste liften in het gebied verschenen in 1973. Het ligt 10 km ten noordwesten van Andorra la Vella en 5 km van Massana, met mogelijkheden voor après-ski. Op een hoogte van 2260 m ligt de berghut Refugi de Coma Pedrosa.